# Ryjkovitchi
Ryjkovitchi (en russe : Рыжковичи) ou Ryjkavitchy (en biélorusse : Рыжкавічы) est un quartier de la ville de Chklow, dans la voblast de Moguilev, en Biélorussie.
Le village de Ryjkovitchi a été fondé au XVIe siècle. En 2008, par une décision du conseil de la voblast de Moguilev, Ryjkovitchi a été annexé par la ville de Chklow et en est devenu un quartier.
Ryjkovitchi compte 566 habitants dont 90 enfants vivant dans 239 foyers (2008).
Ici habite la Première dame de Biélorussie, Galina Loukachenko, avec son berger allemand qui s'appelle Balou. La maison de la famille Loukachenko à Ryjkovitchi est le seul bien immobilier du président biélorusse. Alexandre Loukachenko lui-même a été l’adjoint au chef du kolkhoze Lénine à Ryjkovitchi.